# What a Feeling (Flashdance)
Pour les articles homonymes, voir What a Feeling (homonymie).
Singles de Global Deejays
The Sound of San Francisco
(2004) Don't Stop (Me Now)
(2006)
Pistes de Network
Stars On 45 Lonely
What a Feeling (Flashdance) est une chanson du groupe dance autrichien Global Deejays. Single extrait de l'album Network, What a Feeling (Flashdance) sort le 10 mars 2005. La chanson a été écrite par Giorgio Moroder, Keith Forsey et Irene Cara. What a Feeling (Flashdance) est produit par les Global Deejays : Konrad Schreyvogl, Florian Schreyvogl et Mikkel Christensen. La chanson est une reprise de Irene Cara Flashdance... What a Feeling (le titre est inversé).
le clip a été tourné en novembre 2004.

## Format et liste des pistes
CD-Maxi
1. What A Feeling (Flashdance) (Progressive Follow Up Radio Version)		3:14
2. What A Feeling (Flashdance) (Clubhouse Radio Version)		3:32
3. What A Feeling (Flashdance) (Pop Radio Version)		2:46
4. What A Feeling (Flashdance) (Clubhouse Mix)		6:11
5. What A Feeling (Flashdance) (G.L.O.W's Feelin' Da Vox Mix)		6:25
6. What A Feeling (Flashdance) (Progressive Follow Up Mix)		5:29
7. What A Feeling (Flashdance) (OSX Version)		6:02

## Classement par pays
| Classement (2005)                   | Meilleure position |
| ----------------------------------- | ------------------ |
| Autriche Classement single          | 14                 |
| Australie Classement single         | 44                 |
| Belgique Flandre Classement single  | 28                 |
| Belgique Wallonie Classement single | 29                 |
| Pays-Bas Classement single          | 35                 |
| France Classement single            | 18                 |
| Allemagne Classement single         | 16                 |
| Russie Classement single            | 9                  |
| Espagne Classement single           | 1                  |
| Suisse Classement single            | 45                 |
| Ukraine Classement single           | 10                 |